# Григорије Вологодски
Григорије Пелшемски (Григориј Вологдски; 1350-те, Галич - после 1449) - оснивач Пелшемског манастира. У Макарјевском Саборном храму 1549. године канонизован је за светитеља.
Помиње се 23. јануара (Сабор Костромских Светих), 30. септембра и у 3. недељу по Педесетници (Сабор Вологдских Светих).

## Биографија
Потицао је из породице галичких бојара, Лопотових: „од славних родитеља породице Бољара, који су живели са много богатства и славе, и од кнеза поштовања”. У Житију се наводи да су у доби од 15 година његови родитељи желели да га венчају, али су умрли пре него што су успели да испуне свој план. Сахранивши их, Григорије је напустио имање које је наследио и замонашио се у манастиру Рођења Богородице код Галичког језера.
После неког времена, рукоположен је у јеромонаха и постао игуман манастира Рођења Пресвете Богородице, који се налази 11 верста североисточно од Галича.
Оптерећен славом, Григорије је напустио овај манастир и отишао у Ростов да се поклони локалним светињама. Тамо је остао у Аврамијевском манастиру, а касније постао архимандрит Спаског манастира на Песком. Две године је управљао манастиром, а затим је ноћу тајно напустио Ростов и дошао код монаха Дионисија Глушичког и постао његов ученик.
После извесног времена Григорије је замолио монаха Дионисија за благослов да напусти пустињу ради потпуног испосништва и дошао је на обале реке Пелшме, где је поставио себи келију. Убрзо се Григорију придружио и свештеник Алексије, кога је замонашио са именом Александар и који је касније постао други игуман овде створеног манастира, за чију је изградњу Григорије добио од ростовског епископа Јефрема. Године 1426. саградио је цркву у част Блажене Дјеве Марије. Григоријев манастир је постао познат и добио је опште поштовање.
Григорије се упокојио 30. септембра, после 1449. године.
Према пописној књизи манастира Пелшем 1667. године, у њему се налазила црква у име Григорија, у којој су се налазиле мошти светитеља. Године 1683. црква је уништена у пожару, а над Григоријевим гробом подигнута је капела. Године 1706. замењена је дрвеном црквом, освећеном у име Светог Григорија, у којој су мошти и даље биле сакривене. Над њима је 1810. године постављена светиња у коју су стављени светитељеви гвоздени ланци. Године 1833. дрвена зграда је замењена каменом. Године 1926. Манастир Пелшем је затворен. Храм у коме су се чувале мошти светитеља тренутно је у рушевинама, мошти нису пронађене и сахрањене су под покровом.